# Новгород-Сіверська фортеця
Но́вгород-Сі́верська форте́ця — одна з прикордонних фортець Київської Русі розташована на високому березі Десни (Замкова гора), збудована у 988 році Великим князем новгородським Володимиром для захисту від кочовиків. Фортеця добре охоронялась та мала широкі рови навколо дерев'яних стін, згодом мурів, проте зараз від неї залишилися лише руїни на території Спасо-Преображенського монастиря-фортеці.
Готуючись до походу на половців у 1185 році, князь Ігор розраховував на боєздатність своєї дружини і міцність неприступної доти Новгород-Сіверської фортеці.
26 жовтня 1604 року Новгород-Сіверські стіни фортеці були оточені військом Лжедмитрія. Під час битви його спіткала невдача і Дмитрій нічого не зміг зробити. Ще більше укріпилась фортеця за часів гетьмана Мазепи, однак вона не встояла перед військами Петра І.
Новгород-Сіверські мури фортеці зображені на гербі міста.